# Латвийская Советская Социалистическая Республика

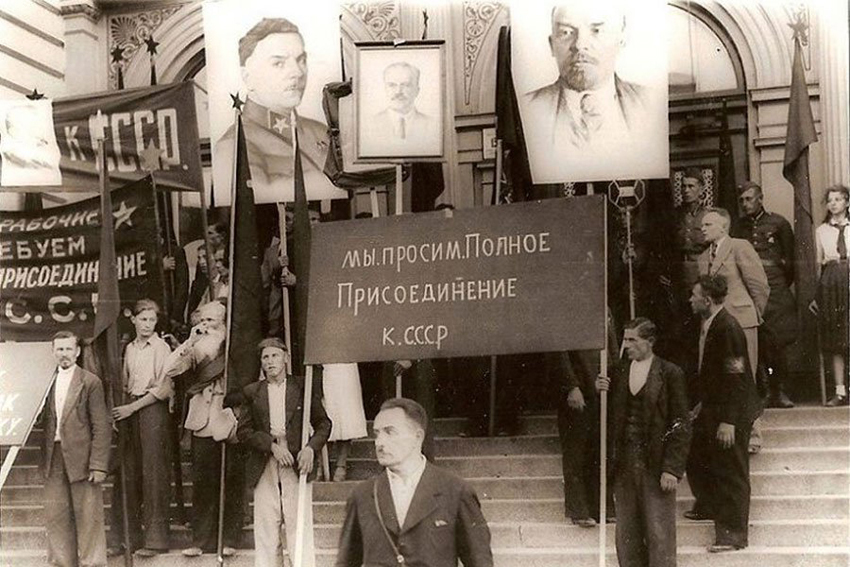
Лиепая. Пикет с плакатами о присоединении к СССР (1940)

Латви́йская Сове́тская Социалисти́ческая Респу́блика (латыш. Latvijas Padomju Sociālistiskā Republika) — одна из республик Советского Союза, существовавшая с 21 июля 1940 года по 6 сентября 1991 года (де-факто — с 1940 по 1990 год). Площадь — 64,58 тыс. км². Столица — Рига.
По данным переписи 1989 года, население Латвийской ССР составляло 2,68 млн человек. К 1989 году Латвия отличалась многонациональным составом, значительную часть населения составляли не только латыши (около 52 %), но и русские (около 34 %), а также белорусы, украинцы, поляки и евреи. Это демографическое изменение стало следствием как депортаций, проведённых в первые годы советской власти, так и массовой иммиграции из других республик СССР в послевоенные годы.

## История
23 августа 1939 года был подписан пакт о ненападении между СССР и нацистской Германией, который содержал секретный протокол о разделе сфер влияния в Восточной Европе. Согласно этому протоколу Латвия, наряду с Эстонией и Литвой, оказалась в советской зоне влияния. В течение осени 1939 года СССР стал оказывать давление на Латвию с целью заключения соглашения о размещении на её территории советских военных баз. 5 октября 1939 года Латвия была вынуждена подписать договор о взаимопомощи с СССР, который позволял СССР разместить войска на территории Латвии. Вскоре после этого в стране появились советские гарнизоны.
14 июня 1940 года, во время Второй мировой войны, Советский Союз предъявил Латвии ультиматум, требуя смены правительства и ввода дополнительных советских войск. Латвийское правительство во главе с президентом Карлисом Улманисом было вынуждено принять эти условия. 17 июня 1940 года Красная армия вошла на территорию Латвии, и фактически началась советская оккупация страны.
После ввода войск СССР было сформировано новое просоветское правительство во главе с Августом Кирхенштейном. 14-15 июля 1940 года в Латвии были организованы парламентские выборы. На этих выборах участвовал только один список — «Блок трудового народа», который полностью поддерживал коммунистические и просоветские силы. Другие партии или независимые кандидаты к выборам не допускались.
21 июля 1940 года вновь избранный Народный Сейм (парламент) объявил о провозглашении Латвийской Советской Социалистической Республики (ЛССР) и принял решение обратиться к СССР с просьбой о включении Латвии в состав Советского Союза. 5 августа 1940 года Латвия была официально принята в состав СССР как союзная республика. 25 августа была принята новая Конституция ЛССР (по образцу Конституции СССР; следующую Конституцию ЛССР приняли 18.04.1978).
Присоединение Латвии к СССР не было признано большинством западных стран. В сентябре 1960 года Парламентская ассамблея Совета Европы приняла резолюцию 189 (1960) по случаю 20-летней годовщины «оккупации и насильственного включения в состав СССР трёх европейских государств — Эстонии, Латвии и Литвы», осуждающую оккупацию и аннексию трёх стран Балтии как противоречащие международному праву.13 января 1983 года Европейский парламент принял резолюцию по вопросу прибалтийских государств, в которой осудил факт аннексии как несоответствующий «международному праву» и обязательствам СССР по двусторонним договорам с прибалтийскими странами, подчеркнув международное непризнание аннексии.
С точки зрения советской пропаганды, Латвия добровольно вошла в состав СССР, а изменение политического строя произошло якобы по воле трудящихся. В действительности это было результатом военной оккупации, давления и манипуляций со стороны СССР. Латвия фактически потеряла независимость, а её население в последующие десятилетия подверглось жестоким репрессиям, депортациям и политическим преследованиям.
После распада СССР в 1991 году Латвия восстановила свою независимость и продолжила развивать международные отношения, в том числе с Европейским Союзом и НАТО.

## Руководящие органы

### Верховный Совет Латвийской ССР
Высшим органом государственной власти был однопалатный Верховный Совет Латвийской ССР (первоначально Народный Сейм, который 13 августа 1940 года по решению ЦК ВКП(б) был переименован в Верховный Совет Латвийской ССР), избираемый на 4 года по норме — 1 депутат от 10 тыс. жителей. В период между сессиями Верховного Совета высший орган государственной власти — Президиум Верховного Совета Латвийской ССР. Верховный Совет образовал правительство республики — Совет Министров (первоначально Совет Народных Комиссаров, 1946 году переименован в Совет Министров Латвийской ССР). Местными органами власти в районах, городах, посёлках и сёлах являлись соответствующие Советы депутатов трудящихся, избираемые населением на 2 года. В Совете Национальностей Верховного Совета СССР Латвийская ССР была представлена 32 депутатами.

### Председатели Совета Министров Латвийской ССР
- Вилис Лацис (15 октября 1944 — 27 ноября 1959)
- Янис Пейве (27 ноября 1959 — 23 апреля 1962)
- Виталий Петрович Рубен (23 апреля 1962 — 5 мая 1970)
- Юрий Янович Рубэн (5 мая 1970 — 6 октября 1988)
- Вилнис-Эдвин Бресис (6 октября 1988 — 4 мая 1990)

### Первые секретари ЦК Компартии Латвии как правящей партии
Правительственные органы работали под контролем и руководством Коммунистической партии Латвии. В 1940—1990 годах руководителями Компартии Латвии и фактическими руководителями Латвийской ССР были:
- Ян Калнберзин (21 июня 1940 — 25 ноября 1959)
- Арвид Янович Пельше (25 ноября 1959 — 15 апреля 1966)
- Август Восс (15 апреля 1966 — 14 апреля 1984)
- Борис Карлович Пуго (14 апреля 1984 — 4 октября 1988)
- Янис Вагрис (4 октября 1988 — 7 апреля 1990)
- Альфред Рубикс (7 апреля 1990 — май 1990; продолжил в оппозиции до августа 1991)

14 марта 1990 года положение о руководящей роли Компартии отменили, и было разрешено образование политических партий. На выборах в Верховный Совет победили некоммунистические силы, и власть Компартии Латвии на этом закончилась. Председателем Верховного Совета Латвийской ССР остался Анатолий Валерианович Горбунов уже как независимый политический деятель, а премьер-министром 7 мая 1990 года был назначен один из лидеров Народного фронта Иварс Годманис.

## Природа
Большая часть территории республики — моренная равнина высотой до 311 м, холмистые возвышенности расположены на западе (Курземская, высотой до 184 м), на востоке (Латгальская, высотой до 289 м) и в центре республики (Видземская, до 311 м). Климат переходный от морского к континентальному. Средние температуры января от −2 до −7°С, июля 16-18°С. Осадков 500—800 мм в год. Крупные реки — Даугава, Лиелупе, Вента, Гауя. Озёра занимают 1,5 % территории (свыше 3000 озёр площадью более 1 га каждое); самые крупные — Лубанас, Разнас и Буртниекс.
Мероприятия по охране среды осуществлялось в рамках координируемой Госпланом Латвийской ССР комплексной программы охраны природы и рационального использования ресурсов республики. Были созданы заповедники, заказники, национальный парк «Гауя», поставлены под охрану геологические и геоморфологические памятники природы.

### Ущерб экологии Латвии
В 50-80-е годы 20-го века с различных предприятий советской Латвии, преимущественно с Рижского нефтеперерабатывающего завода в район Инчукалнса вывозились и сливались в песчаные карьеры отходы производства медицинских и парфюмерных масел — сернокислый гудрон. Это привело к тому, что Латвийской Республике потребовалось обеспечить финансирование работ по срочной санации загрязнённых территорий для предотвращения отравления ядовитыми грунтовыми водами реки Гауя, протекающей через национальный парк «Гауя» и впадающей в Рижский залив.
В 2017 году на проведение работ по санации Инчукалнских гудронных прудов, окружающей территории и откачку загрязнённых грунтовых вод было выделено 29,3 миллиона евро.

## Население
По данным переписи 1970 года, основное население республики составляли латыши (1 342 000). Кроме того, в Латвийской ССР проживали русские (705 000), белорусы (95 000), поляки (63 000), украинцы (53 500), литовцы (41 000), евреи (37 000) и другие народы.
По состоянию на 1973 год, доля мужчин составляла 46 %, женщин 54 %, средняя плотность населения — 38,1 человек на 1 км². Рабочие и служащие составляли 87,6 % населения, колхозное крестьянство — 12,4 %. В промышленности и строительстве работало 40,7 % занятого населения, в сельском и лесном хозяйстве — 21,4 %, на транспорте и в связи — 8,8 %, в торговле, общественном питании, материально-техническом снабжении — 8,2 %, в здравоохранении, социальном обеспечении, просвещении, культуре, науке и искусстве — 13,8 %, в аппарате управления — 2,5 %, жилищно-коммунальном хозяйстве, бытовом обслуживании и пр. — 4,6 % (1972).
Удельный вес женщин в общей численности рабочих и служащих был 54 %, в том числе в промышленности — 52 %, просвещении и культуре — 76 %, здравоохранении — 85 % (1972).

## Экономика

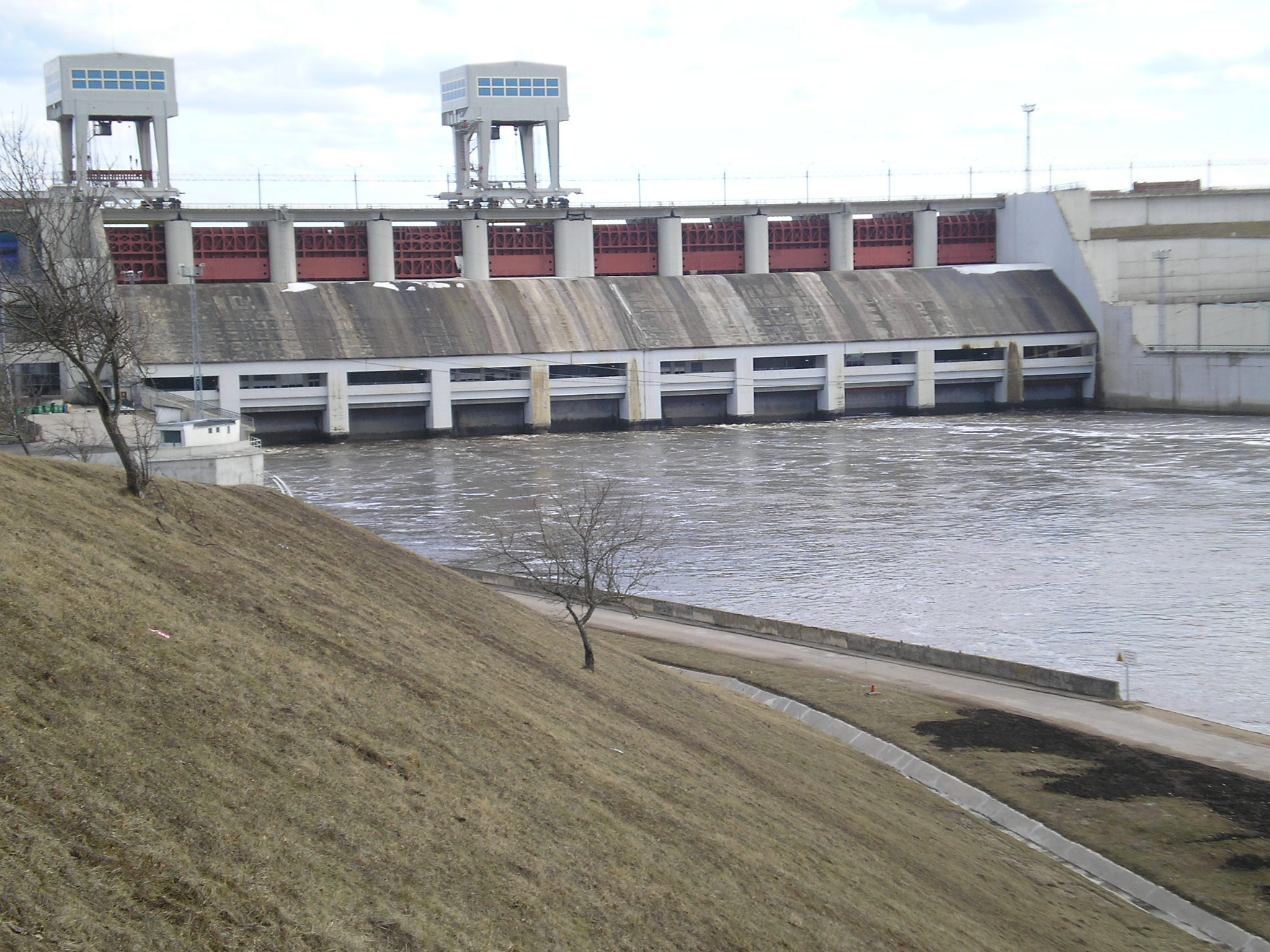
Плявиньская ГЭС, сооружена в 1966 году

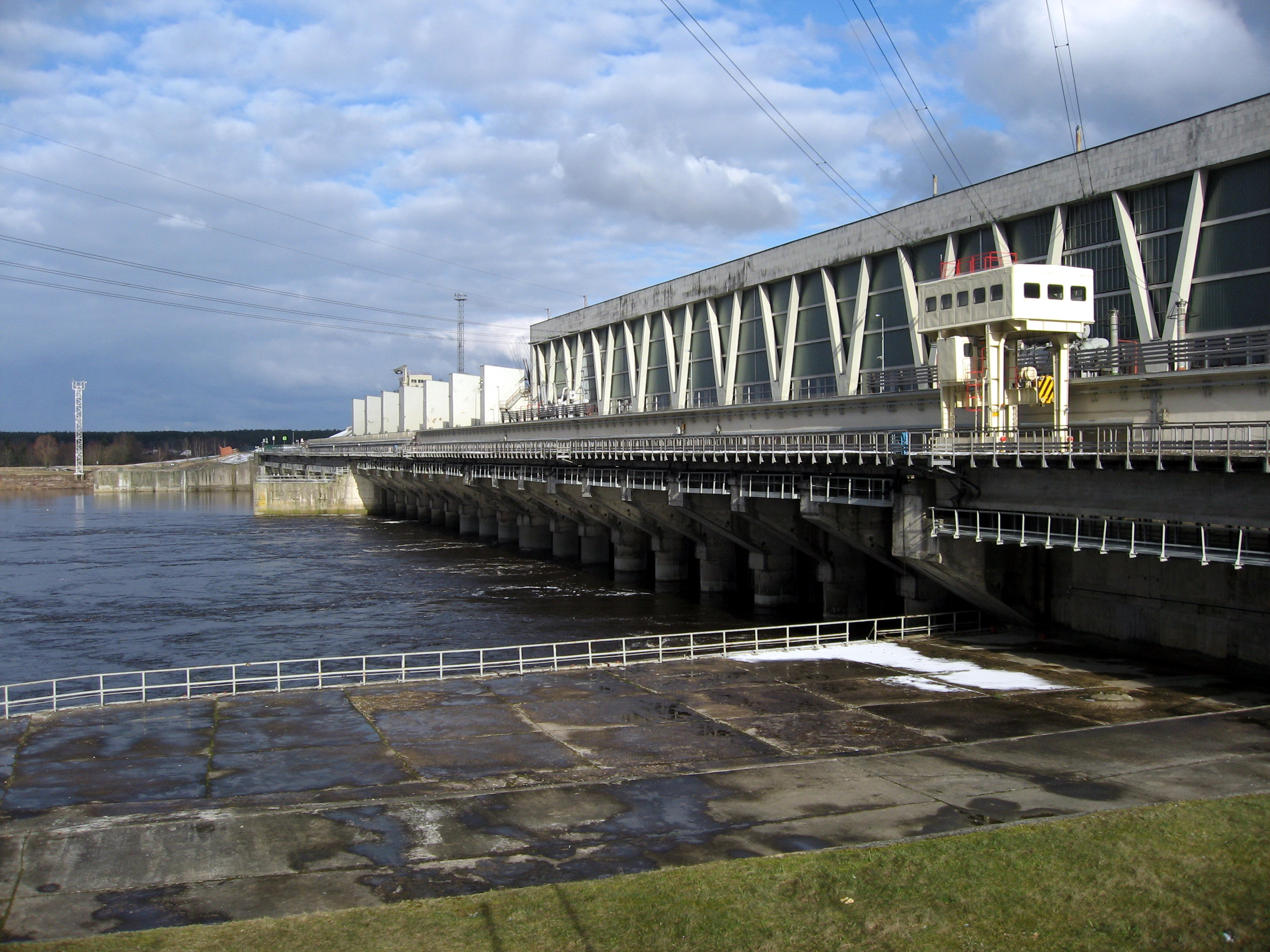
Рижская ГЭС (первые 3 гидроагрегата — 1974 год, строительство закончено в 1980 году)

Индустриально развитый регион с сильным сельским хозяйством. В 1970—80-е годы в структуре произведённого национального дохода около 42 % составляла промышленность (машиностроение, электротехническая, радиоэлектронная и др.); около 24 % — сельское хозяйство, 7 % — транспорт и связь, 8 % — строительство (1984). Производство электроэнергии — 5 млрд кВт•ч (1985). Эксплуатационная длина железнодорожных линий достигла в 1984 году 2384 км, из них электрифицированных — 248 км, автомобильных дорог — 27,6 тыс. км, в том числе с твёрдым покрытием — 19 тыс. км. Латвийская ССР осуществляла около 1/6 всех морских перевозок СССР; её главные порты — Рига, Вентспилс, Лиепая.
Латвийская ССР ввозила нефть и нефтепродукты из Белоруссии, Поволжья и Западной Сибири, каменный уголь и металл — с Украины, тракторы и грузовые автомобили — из Белоруссии, хлопок, шерсть, кожи — из Средней Азии и Казахстана. В свою очередь, ЛССР поставляла в другие союзные республики радиоприёмники, АТС, микроавтобусы, вагоны, стиральные машины, изделия лёгкой и пищевой промышленности и др. Изделия промышленности ЛССР экспортировалось более чем в 100 стран. По уровню производства национального дохода на душу населения Латвия занимало одно из ведущих мест среди союзных республик. По производству продукции в расчёте на душу населения ЛССР занимала среди союзных республик 1-е место по выпуску магистральных пассажирских вагонов, трамвайных вагонов, дизелей и дизель-генераторов, АТС и телефонных аппаратов, холодильных установок, фанеры, шифера, шерстяных и льняных тканей, верхнего трикотажа, радиоприёмников, бытовых стиральных машин, мопедов, а также по объёму работ предприятий бытового обслуживания и перевозкам пассажиров железнодорожным транспортом (1972).
Сельское хозяйство республики специализировалась главным образом на молочно-мясном животноводстве и свиноводстве.

### Уровень жизни
Темпы роста национального дохода в Латвийской ССР были выше, чем в среднем по СССР. Национальный доход в 1972 году по сравнению с 1960 годом увеличился в 2,3 раза и составил свыше 4 млрд руб. В 1965—1971 годах реальные доходы на душу населения выросли более чем на 40 %. За 1951—1972 годы розничный товарооборот увеличился в 7,7 раза, составив в 1972 году 2,5 млрд руб. (свыше 1000 руб. на душу населения). Средний размер вклада в расчёте на 1 жителя увеличился с 8 руб. в 1950 году до 322 руб. в 1972 году.
Численность лиц, получающих пенсии, на 1973 год достигла почти 500 тыс. человек (против 239 тыс. чел. в 1960 году).
Жилищный фонд городов и посёлков городского типа в 1972 году составлял 22,2 млн м² полезной площади.

## Образование

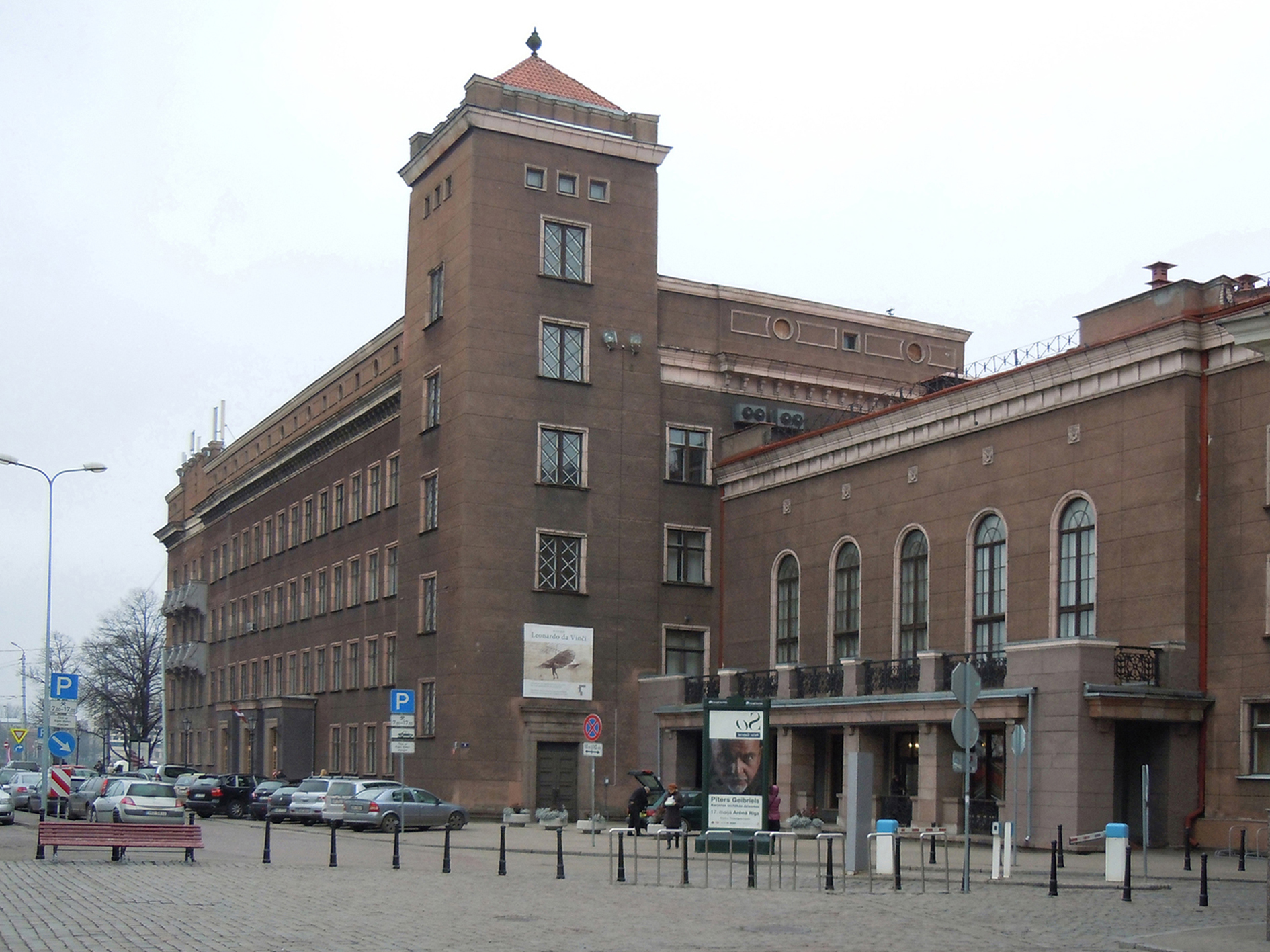
Здание Политехнического института. Построено в 1958 году

В августе 1940 года ликвидировали Министерство образования, вместо него был создан Народный комиссариат просвещения. 19 августа 1946 года народный комиссариат преобразован в общереспубликанское Министерство народного просвещения (общереспубликанский статус означал, что при естественной централизации отрасли по всему СССР, это министерство было с более широкими полномочиями, чтобы учитывать национальные особенности данной республики).
Министерство народного просвещения ЛССР контролировало деятельность начальных школ, средних школ, интернатов, детдомов, детских садиков. Вне административного руководства министерство организовало повышение квалификации учителей, обеспечение школ учебниками и другими средствами, занималось вопросами несовершеннолетних (в том числе и вопросами попечительства).
29 сентября 1966 года параллельно Министерству народного просвещения ЛССР, на базе Комитета по высшему и среднему специальному образованию при Кабинете министров было создано Министерство высшего и среднего специального образования ЛССР. Оно планировало перспективное развитие высшего и среднего специального образования в республике (в прямом подчинении министерства были все вузы и 9 средних специальных учебных заведений), руководило научной работой в высших учебных заведениях, дополнительно контролировало процесс обучения в вузах и в средних специальных учебных заведениях. В своей работе сотрудничало с Комитетом профессионально-технического образования и другими учреждениями.
Подготовку врачей осуществлял Рижский медицинский институт. Средние медицинские кадры готовили 8 медицинских училищ. Научно-исследовательские медицинские институты: травматологии и ортопедии, экспериментальной и клинической медицины, проблемные лаборатории медицинского института. В 1971 году работали 611 научно-медицинских работников, в том числе 70 докторов и 399 кандидатов медицинских наук.
Латвийский университет имени П. Стучки. Академия наук Латвийской ССР.

## Культура
|                                                    |  |                                                  |  |                                      |
| Большая Эстрада в Межапарке, сооружена в 1955 году |  | Дворец Культуры завода ВЭФ, построен в 1960 году |  | Театр «Дайлес», построен в 1976 году |

В послевоенные десятилетия осуществлялась культурная революция. Репрессивным аппаратом были преодолены «различные проявления буржуазной и мелкобуржуазной идеологии» в искусстве.
Музей истории города Риги и мореходства, Латвийский художественный музей. Мемориальная квартира-музей В. И. Ленина.

## Медицина
|                                             |  |                                                                  |  |                                                       |
| Рижский родильный дом, построен в 1973 году |  | Кемери. Санаторий «Латвия», построен в 1972 году, фото: 2010 год |  | Бывший санаторий «Ригас Юрмала», построен в 1981 году |

В 1940 году в Советской Латвии работало 2100 врачей, в 1962 — 5700.
По данным 1971 года, на 1000 жителей рождаемость составляла 14,7, смертность 11 (15,7 в 1940); детская смертность — 16 на 1000 живорождённых (73 в 1940). Средняя продолжительность жизни достигла 70 лет (58 лет в 1934—1936). Основная причины смертности — сердечно-сосудистые заболевания, злокачественные новообразования. В 1971 функционировало 199 больничных учреждений на 28 800 коек (12 коек на 1000 жит.). В стационарах были развёрнуты специализированные койки: 5300 терапевтических, 4400 хирургических, 800 онкологических, 300 оториноларингологических, 300 офтальмологических, 800 неврологических, 1400 коек для беременных и рожениц, 1500 гинекологических, 2400 детских неинфекционных и др. Поликлиническая помощь оказывало 393 амбулаторных и поликлинических учреждения, 505 фельдшерско-акушерских пунктов; трудящихся промышленных предприятий обслуживают 6 медсанчастей, 9 врачебных здравпунктов. Функционировали 216 женских и детских консультаций. Работали диспансеры, кабинеты и диспансерные отделения: 38 туберкулёзных, 64 кожно-венерологических, 56 онкологических. Медицинскую помощь в 1971 оказывали 8 700 врачей, то есть 1 врач на 275 жителей, 22 700 средних медицинских работников. Медицинская помощь и лечение осуществлялись полностью за счёт государства.
Пользовались популярностью климатические курорты Юрмала, Сигулда, Лиепая, бальнеологические курорты Кемери, Балдоне. В 1971 функционировало 45 санаториев для взрослых на 10 400 мест, 14 санаториев для детей на 1800 мест и 28 домов отдыха и пансионатов на 7900 мест. Расходы на здравоохранение в 1971 году составили 98 117 тыс. руб.

## Спорт и туризм
В 1973 действовало свыше 2600 клубов физкультуры (321 200 человек); было 26 стадионов, 179 футбольных полей, 423 спортивных зала, 147 лыжных баз, 75 теннисных кортов, 12 плавательных бассейнов, 4 велотрека, около 2 тыс. спортивных площадок; в 63 детско-юношеских спортивных школах и 2 школах высшего спортивного мастерства занимались 26 100 человек. Имелось около 400 оздоровительных спортивных лагерей, туристских баз, домов охотника и рыболова и др.

## Судебная система
11 ноября 1940 года издан декрет Верховного Совета Латвийской ССР по преобразованию судебной системы по образцу СССР. Была создана двухступенчатая судебная система: районные народные суды и Верховный суд Латвийской ССР (судей Верховного суда на 5 лет выбрал Верховный Совет ЛССР).
Высшим судебным органом Латвийской ССР был Верховный суд республики, избираемый Верховным Советом Латвийской ССР сроком на 5 лет. Он действовал в составе 2 судейских коллегий (по гражданским и по уголовным делам) и Пленума; рассматривал уголовные и гражданские дела в порядке второй инстанции, но некоторые наиболее важные уголовные дела уже в первой инстанции (например, особо тяжкие убийства, бандитизм, государственные преступления) — решение ВС было окончательным. Кроме того, действовал Президиум Верховного суда. Первым председателем Верховного суда ЛССР был присланный из Москвы российский латыш Фрицис Домбровскис (Fricis Dombrovskis), который исполнял эти обязанности до 1956 года, когда его сменил Болеслав Азан (Boļeslavs Azāns). В 1985 году председателем Верховного суда стал Гвидо Земрибо (Gvido Zemribo), который работал до 1994 года Прокурор Латвийской ССР назначался Генеральным прокурором СССР сроком на 5 лет.

## Административно-территориальное деление
В первые годы после вхождения Латвии в состав СССР в республике сохранялось уездно-волостное деление.
На 1 января 1941 года в Латвийской ССР имелось 59 городов, в том числе 5 городов республиканского подчинения (Рига, Вентспилс, Даугавпилс, Елгава, Лиепая) и 54 — уездного подчинения, 19 уездов и 516 волостей.

| - Абренский уезд — Абрене - Айзпутесский уезд — Айзпуте - Баускский уезд — Бауска - Валкский уезд — Валка - Валмерский уезд — Валмера - Вентспилсский уезд — Вентспилс - Даугавпилсский уезд — Даугавпилс - Екабпилсский уезд — Екабпилс - Елгавский уезд — Елгава | - Илукстский уезд — Илуксте - Кулдигский уезд — Кулдига - Лепайский уезд — Лепая - Лудзенский уезд — Лудза - Мадонский уезд — Мадона - Резекнеский уезд — Резекне - Рижский уезд — Рига - Талсенский уезд — Талси - Тукумский уезд — Тукумс - Цесский уезд — Цесис |  |

31 декабря 1949 года уезды были заменены 58 районами.
С 8 апреля 1952 года по 25 апреля 1953 года Латвийская ССР делилась на три области: Даугавпилсскую, Лиепайскую и Рижскую.
На 1 июля 1954 года в составе Латвийской ССР находилось 57 городов, в том числе 6 — республиканского подчинения (Рига, Лиепая, Даугавпилс, Елгава, Вентспилс, Резекне), 8 городских районов, 58 сельских районов, 27 рабочих посёлков, 708 сельских советов.

| - Абренский район — Виляка - Айзпутский район — Айзпуте - Акнистский район — Акнисте - Алойский район — Алоя - Алсунгский район — Алсунга - Алуксненский район — Алуксне - Апский район — Апе - Ауцский район — Ауце - Балвский район — Балвы - Балдонский район — Балдоне - Бауский район — Бауска - Валкский район — Валка - Валмиерский район — Валмиера - Вараклянский район — Варакляны - Вентспилсский район — Вентспилс - Вилянский район — Виляны - Гауенский район — Яунпиебалга - Гривский район — Даугавпилс - Гулбенский район — Гулбене - Дагдский район — Дагда - Даугавпилсский район — Даугавпилс - Добельский район — Добеле - Дундагский район — Дундага - Екабпилсский район — Екабпилс | - Елгавский район — Елгава - Зилупский район — Зилупе - Илукстский район — Илуксте - Кандавский район — Кандава - Карсавский район — Карсава - Краславский район — Краслава - Крустпилсский район — Крустпилс - Кулдигский район — Кулдига - Ливанский район — Ливани - Лиепайский район — Лиепая - Лимбажский район — Лимбажи - Лудзенский район — Лудза - Мадонский район — Мадона - Малтский район — пос. Малта - Неретский район — Нерета - Огрский район — Огре - Плявиньский район — Плявиняс - Прейльский район — Прейли - Приекульский район — Приекуле - Резекненский район — Резекне - Рижский район — Рига - Руиенский район — Руиена - Салдусский район — Салдус - Саулкрастский район — Саулкрасты - Сигулдский район — Сигулда | - Скрундский район — Скрунда - Смилтенский район — Смилтене - Талсинский район — Талсы - Тукумский район — Тукумс - Цесвайнский район — Цесвайне - Цесисский район — Цесис - Элейский район — Элея - Эргльский район — Эргли - Яунелгавский район — Яунелгава |

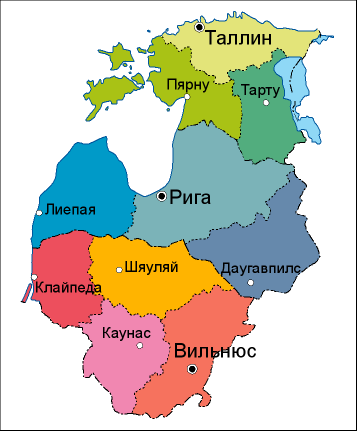
Области Прибалтики
в 1952—1953 годах

На 1 августа 1961 года Латвийская ССР состояла из 32 сельских районов; 55 городов, в том числе 7 — республиканского (Рига, Лиепая, Даугавпилс, Елгава, Вентспилс, Резекне, Юрмала) и 48 — районного подчинения; 3 городских районов (Ленинский, Московский и Пролетарский районы в составе Риги); 34 рабочих посёлков; 607 сельских советов.

| - Айзпутский район — Айзпуте - Алуксненский район — Алуксне - Балвский район — Балвы - Бауский район — Бауска - Валкский район — Валка - Валмиерский район — Валмиера - Вентспилсский район — Вентспилс - Вилянский район — Виляны - Гулбенский район — Гулбене - Дагдский район — Дагда | - Даугавпилсский район — Даугавпилс - Добельский район — Добеле - Екабпилсский район — Екабпилс - Елгавский район — Елгава - Илукстский район — Илуксте - Карсавский район — Карсава - Краславский район — Краслава - Крустпилсский район — Крустпилс - Кулдигский район — Кулдига - Лиепайский район — Лиепая | - Лимбажский район — Лимбажи - Лудзенский район — Лудза - Мадонский район — Мадона - Огрский район — Огре - Прейльский район — Прейли - Резекненский район — Резекне - Рижский район — Рига - Салдусский район — Салдус - Сигулдский район — Сигулда - Талсинский район — Талсы - Тукумский район — Тукумс - Цесисский район — Цесис |  |

## Выход из состава СССР
4 мая 1990 года была принята Декларация о восстановлении независимости Латвийской Республики. Согласно этому документу, возобновлялось действие Конституции Латвии 1922 года (где в статье 1 говорилось, что Латвия является независимой демократической республикой) и устанавливался де-факто переходный период до созыва Сейма.
21 августа 1991 года Верховный Совет Латвии подтвердил независимость республики, приняв Конституционный закон «О государственном статусе Латвийской Республики».
6 сентября 1991 года независимость Латвии признал Государственный совет СССР.

## Республика в филателии

Латвийская ССР на почтовых марках СССР
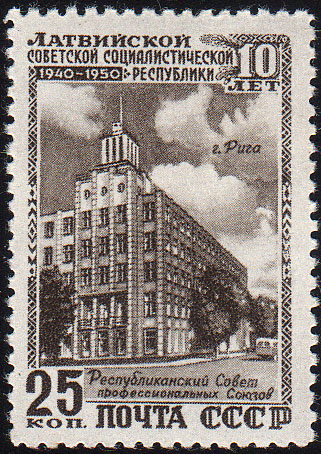
Республиканский Совет профсоюзов
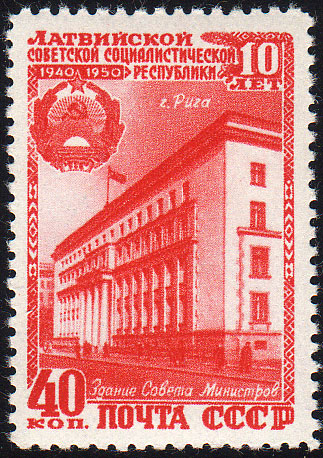
Здание Совета Министров
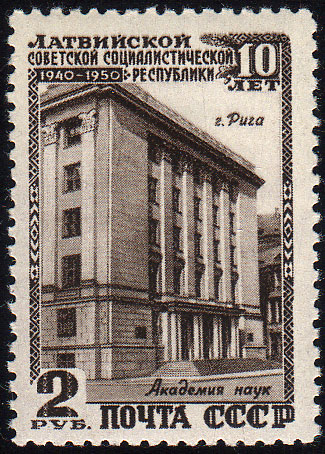
Академия наук
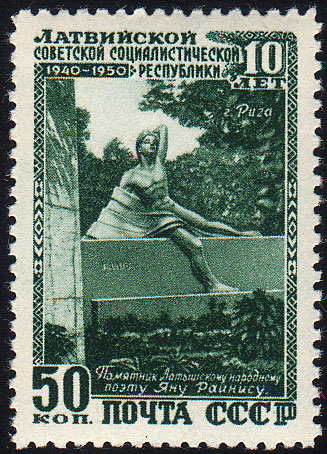
Памятник Яну Райнису
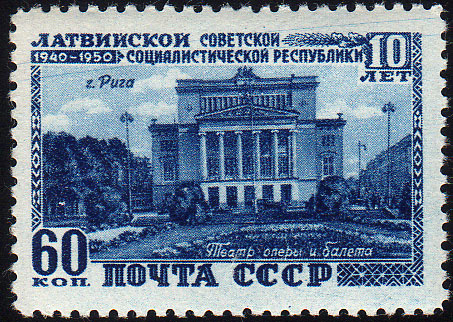
Театр оперы и балета
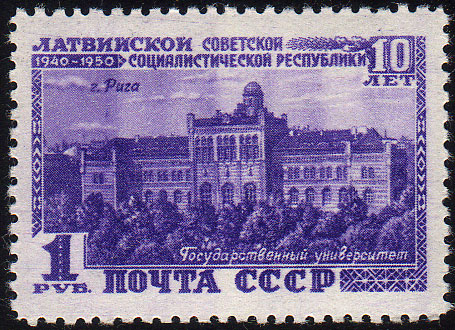
Государственный университет
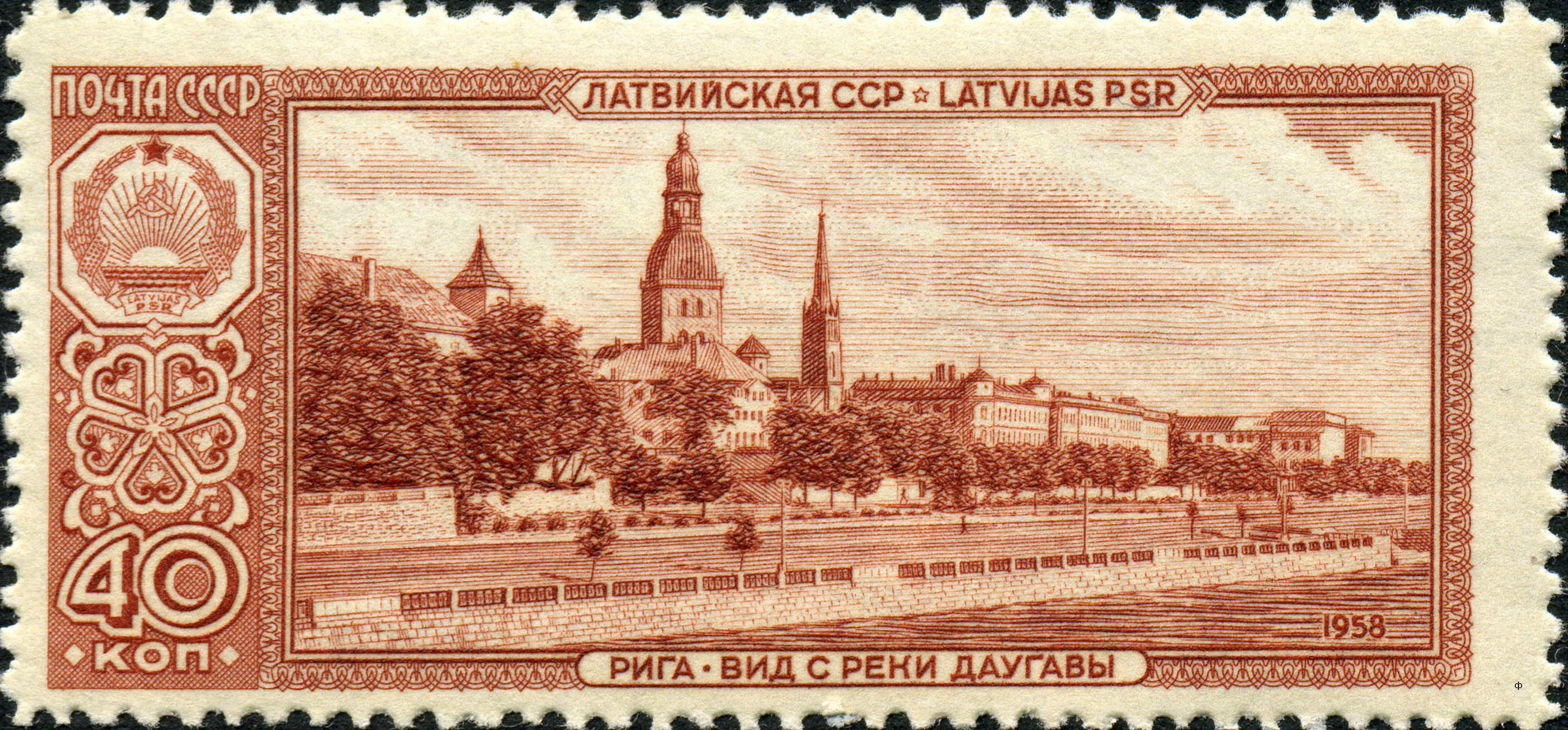
Почтовая марка СССР, 1958 год. Латвийская ССР. Рига. Вид с реки Даугавы
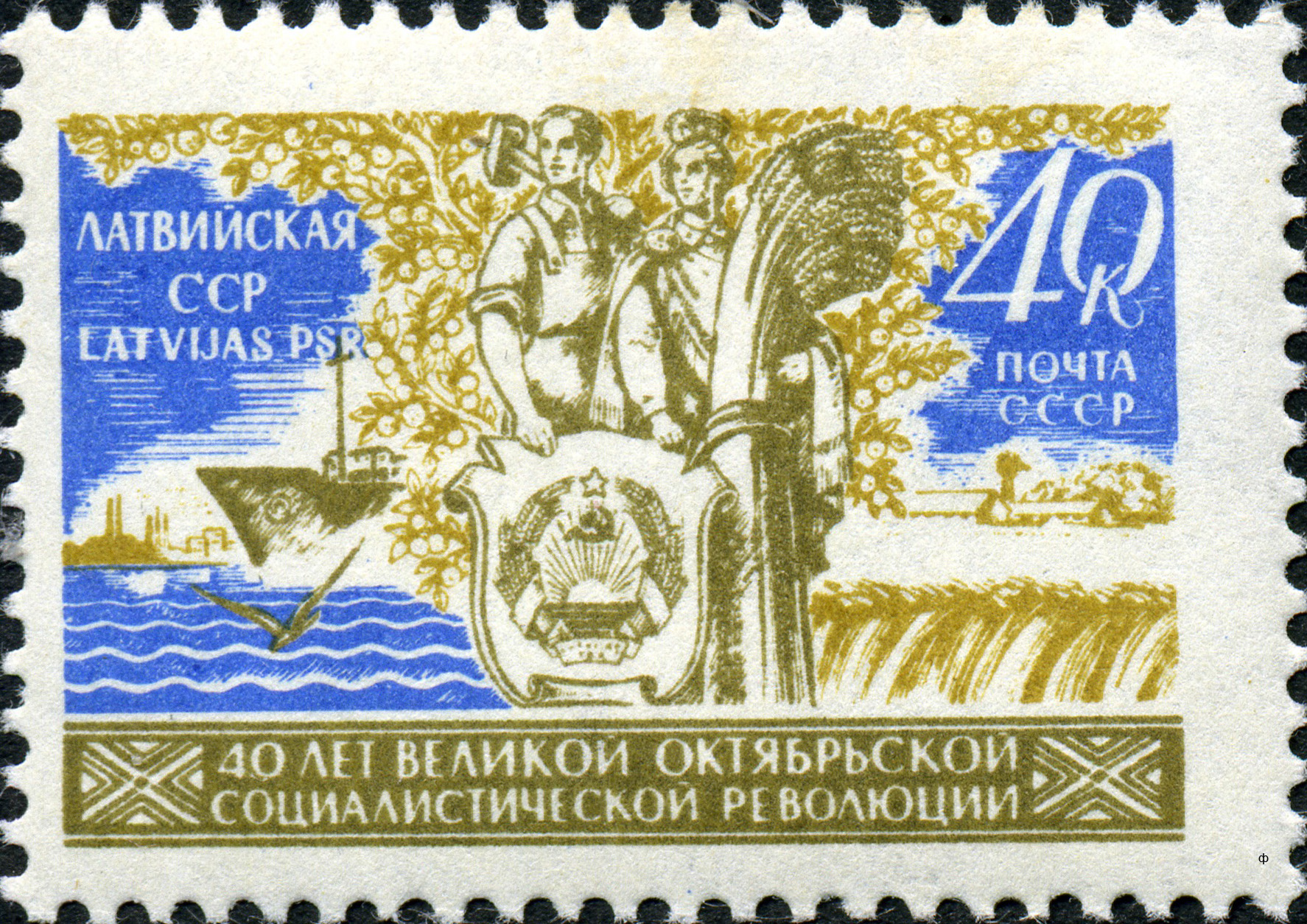
40 лет Великого Октября
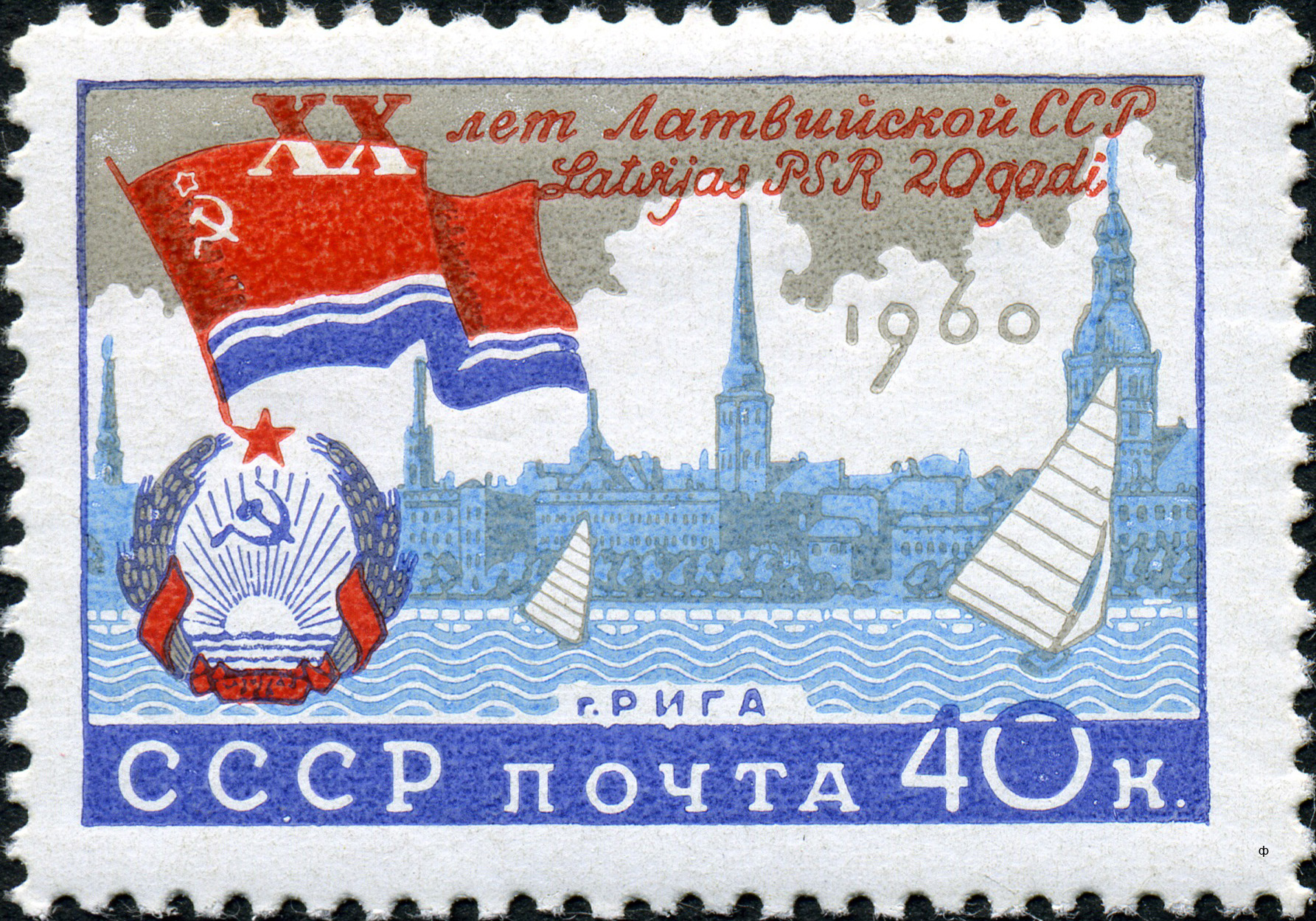
20 лет Латвийской ССР
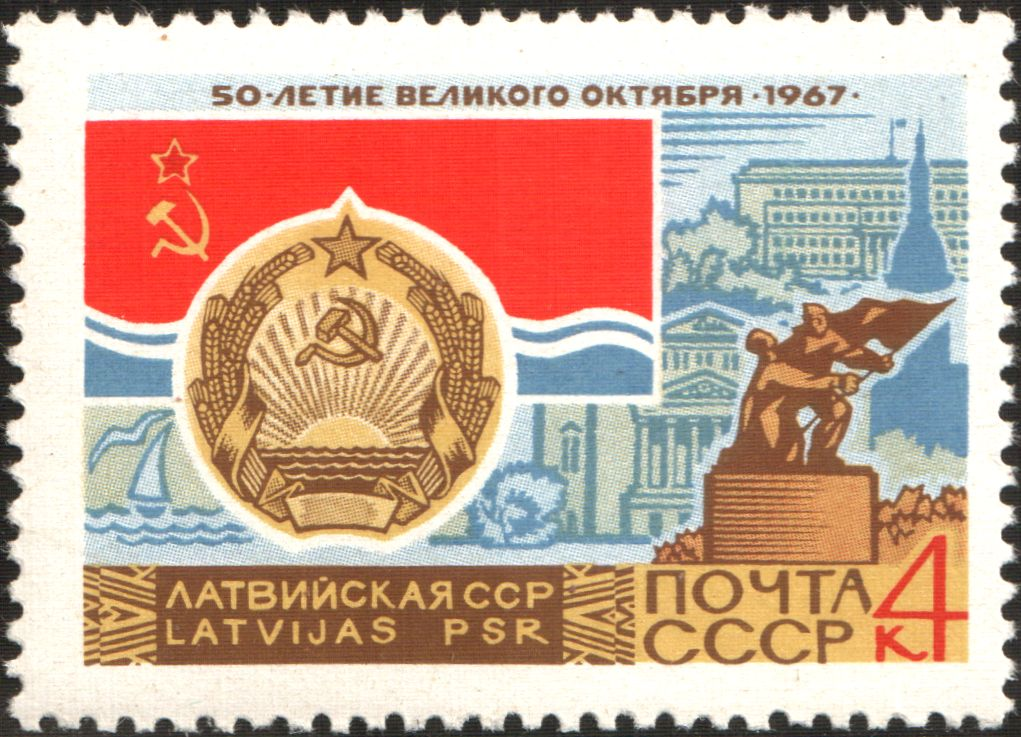
50 лет Великого Октября
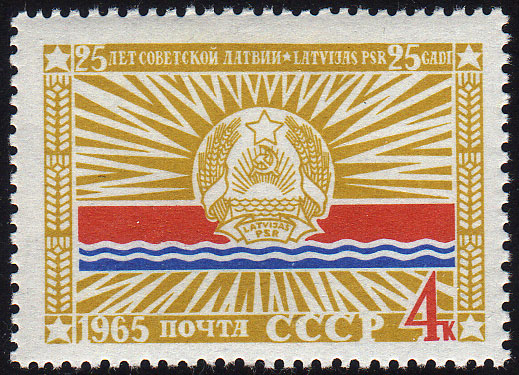
25 лет Латвийской ССР
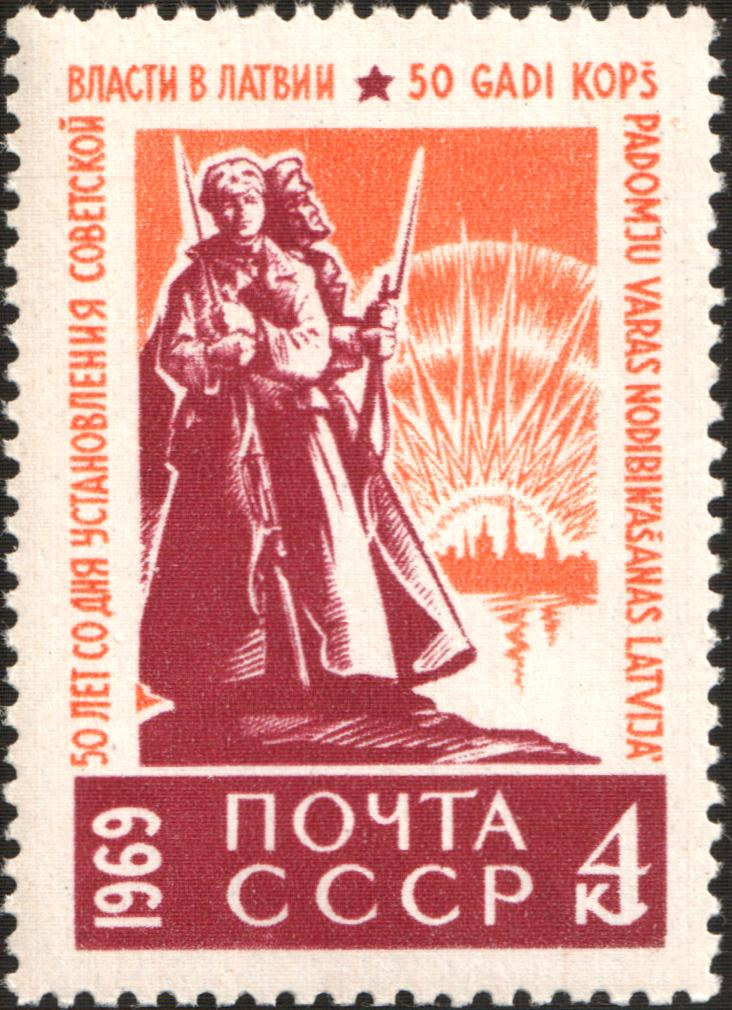
Почтовая марка, 1969 год. 50 лет со дня установления Советской власти в Латвии
Почтовая марка СССР, 1980 год. 40 лет Республике

## Награды
Латвийская ССР награждена орденом Дружбы народов (1972), орденом Октябрьской Революции (1980), орденом Ленина (1965).